# Cal Moro
Cal Moro és una obra de Pira (Conca de Barberà) inclosa a l'Inventari del Patrimoni Arquitectònic de Catalunya.

## Descripció
Habitatge de planta, pis i golfes. Se situa al límit entre la part antiga i moderna de la població. La planta es destinada a estables i celler, el pis a estatge i les golfes a magatzem de fruits i assecador (la condició de trànsit entre el Mediterrani i la regió continental que caracteritza la Conca es manifesta en l'aspecte de les seves construccions).